# Unterseeboot 31 (1936)
Pour les articles homonymes, voir Unterseeboot 31.
Le Unterseeboot 31 ou U-31 est un sous-marin (U-Boot) allemand du  type VII.A, de la Kriegsmarine de la Seconde Guerre mondiale.
Il est commandé dans le cadre du plan Z le 1er avril 1935 en violation du traité de Versailles qui proscrit la construction de ce type de navire par l'Allemagne.
L'U-31 a la particularité d'avoir été coulé par deux fois au cours de sa carrière.

## Présentation
Mis en service le 28 décembre 1936, l'U-31 sert de 1935 à 1939 dans la Unterseebootsflottille "Saltzwedel".
Il réalise sa première patrouille de guerre, quittant le port de Memel, le 27 août 1939, sous les ordres du Kapitänleutnant Johannes Habekost pour rejoindre son port d'attache le 2 septembre 1939 après sept jours en mer.
Au cours des sept patrouilles qu'il effectue, l'U-31 coule onze navires marchands ennemis pour un total de 27 751 tonneaux, deux navires auxiliaires militaires pour un total de 160 tonneaux et endommage un navire de guerre de 33 950 tonneaux pour un total de 124 jours en mer.
Il est coulé le 11 mars 1940 dans la Jadebusen par des bombes lancées d'un avion britannique Bristol Blenheim (RAF Bomber Command). Les 58 membres d'équipage meurent dans cette attaque.

Il est renfloué en mars 1940, réparé et est remis en service.
Le 29 septembre 1940, au cours de sa deuxième patrouille, un sous-marin ennemi inconnu lui lance deux torpilles, mais l'U-31 s'échappe de justesse.
Au cours de sa septième et ultime patrouille, ayant quitté la base sous-marine de Lorient le 19 octobre 1940, il est attaqué le 20 octobre par un sous-marin britannique qui le torpille sans succès. Le 2 novembre 1940, après quinze jours en mer, l'U-31 est coulé au nord-ouest de l'Irlande à la position géographique de 56° 26′ N, 10° 18′ O par les charges de profondeur lancées par le destroyer britannique HMS Antelope. 
Sur les 46 membres d'équipage, deux d'entre eux meurent au cours de cette attaque.

## Affectations
- Unterseebootsflottille "Saltzwedel" du 28 décembre 1936 au 31 août 1939 à Wilhelmshaven (service active)
- 2. Unterseebootsflottille du 1er septembre au 31 décembre 1939 à Wilhelmshaven  (service active)
- 2. Unterseebootsflottille du 1er janvier au 12 mars 1940 à Lorient (service active)
- 2. Unterseebootsflottille du 8 juillet au 2 novembre 1940 à Lorient (service active)

## Commandements
- Kapitänleutnant Rolf Dau du 28 décembre 1936 au 18 novembre 1938
- Kapitänleutnant Johannes Habekost du 8 novembre 1938 au 11 mars 1940
- Wilfried Prellberg du 8 juillet 1940 au 2 novembre 1940

Nota : Les noms de commandants sans indication de grade signifie que leur grade n'est pas connu avec certitude à la date de la prise de commandement.

## Navires coulés
L'Unterseeboot 31 a coulé 11 navires marchands ennemis pour un total de 27 751 tonneaux, 2 navires auxiliaires militaires pour un total de 160 tonneaux et a endommagé 1 navire de guerre de 33 950 tonneaux au cours des 7 patrouilles (124 jours en mer) qu'il effectua.
| Date              | Nom            | Nationalité | Tonnage (GRT) | Fait             |
| ----------------- | -------------- | ----------- | ------------- | ---------------- |
| 16 septembre 1939 | Aviemore       | Royaume-Uni | 4 060         | Coulé            |
| 24 septembre 1939 | Hazelside      | Royaume-Uni | 4 646         | Coulé            |
| 1er décembre 1939 | Arcturus       | Norvège     | 1 277         | Coulé            |
| 3 décembre 1939   | Ove Taft       | Danemark    | 2 135         | Coulé            |
| 4 décembre 1939   | HMS Nelson     | Royaume-Uni | 33 950        | Endommagé (mine) |
| 4 décembre 1939   | Primula        | Norvège     | 1 024         | Coulé            |
| 6 décembre 1939   | Agu            | Estonie     | 1 575         | Coulé            |
| 6 décembre 1939   | Vinga          | Suède       | 1 974         | Coulé            |
| 23 décembre 1939  | HMS Glen Albyn | Royaume-Uni | 82            | Coulé (mine)     |
| 23 décembre 1939  | HMS Promotive  | Royaume-Uni | 78            | Coulé (mine)     |
| 22 septembre 1940 | Union Jack     | Îles Féroé  | 81            | Coulé            |
| 27 septembre 1940 | Vestvard       | Norvège     | 4 319         | Coulé            |
| 29 octobre 1940   | Matina         | Royaume-Uni | 5 389         | Coulé            |